# 露辛达·威廉斯
露辛达·威廉斯（英語：Lucinda Williams，1937年8月10日—），美国女子田径运动员。她曾代表美国参加1956年和1960年夏季奥林匹克运动会田径比赛，获得女子4×100米接力金牌。